# Попова, Антонина Николаевна
Антони́на Никола́евна Попо́ва (род. 25 апреля 1935, Тула, Московская область — 7 сентября 2022, Санкт-Петербург), в девичестве Золоту́хина — советская легкоатлетка, специалистка по метанию диска. Выступала за сборную СССР по лёгкой атлетике в 1957—1969 годах, обладательница серебряной медали Универсиады в Софии, победительница и призёрка первенств всесоюзного значения, участница летних Олимпийских игр в Мехико. Представляла Ленинград и спортивное общество «Буревестник». Преподаватель Санкт-Петербургского государственного университета.

## Биография
Антонина Золотухина родилась 25 апреля 1935 года в Туле, окончила местное ремесленное училище, где училась на фрезеровщицу по металлу. В возрасте 15 лет по распределению отправилась в Таганрог работать на станкостроительном заводе.
С 1954 года занималась лёгкой атлетикой в Ленинграде, окончила курсы инструкторов физкультуры во Дворце культуры имени С. М. Кирова, школу тренеров и Государственный институт физической культуры имени П. Ф. Лесгафта. Проходила подготовку под руководством заслуженных тренеров СССР Виктора Васильевича Атаманова и Евгения Михайловича Лутковского. Выступала за добровольное спортивное общество «Буревестник».
Первого серьёзного успеха на всесоюзном уровне добилась в сезоне 1957 года, когда на чемпионате СССР в Москве с результатом 50,68 превзошла всех своих соперниц в метании диска и завоевала золотую медаль.
В 1958 году стала серебряной призёркой на чемпионате СССР в Таллине, показала восьмой результат на чемпионате Европы в Стокгольме.
На чемпионате СССР 1961 года в Тбилиси вновь получила серебро в метании диска. Будучи студенткой, представляла Советский Союз на Универсиаде в Софии — здесь метнула диск на 53,82 метра и стала второй позади своей соотечественницы Тамары Пресс.
В 1962 году на чемпионате СССР в Москве добавила в послужной список ещё одну серебряную награду, выигранную в метании диска. На чемпионате Европы в Белграде заняла четвёртое место.
На чемпионате СССР 1966 года в Днепропетровске уже под фамилией Попова взяла бронзу.
В 1967 году на чемпионате страны в рамках IV летней Спартакиады народов СССР в Москве выиграла серебряную медаль.
В июле 1968 года на соревнованиях в Москве установила свой личный рекорд в метании диска — 59,80 метра, тогда как в августе на чемпионате СССР в Ленинакане стала бронзовой призёркой с результатом 54,96. Благодаря череде удачных выступлений удостоилась права защищать честь страны на летних Олимпийских играх в Мехико — в программе метания диска показала результат 53,42 метра, расположившись в итоговом протоколе соревнований на пятой строке.
После Олимпиады Антонина Попова ещё в течение некоторого времени оставалась действующей спортсменкой и продолжала принимать участие в различных легкоатлетических турнирах. Так, в 1969 году она выиграла серебряную медаль на чемпионате СССР в Киеве, стала пятой на чемпионате Европы в Афинах.
Завершив спортивную карьеру в 1970 году, затем в течение многих лет работала преподавателем на кафедре физической культуры и спорта в Санкт-Петербургском государственном университете.
Скончалась 7 сентября 2022 года в Санкт-Петербурге.